# 8-Stunden-Rennen von Bahrain 2022

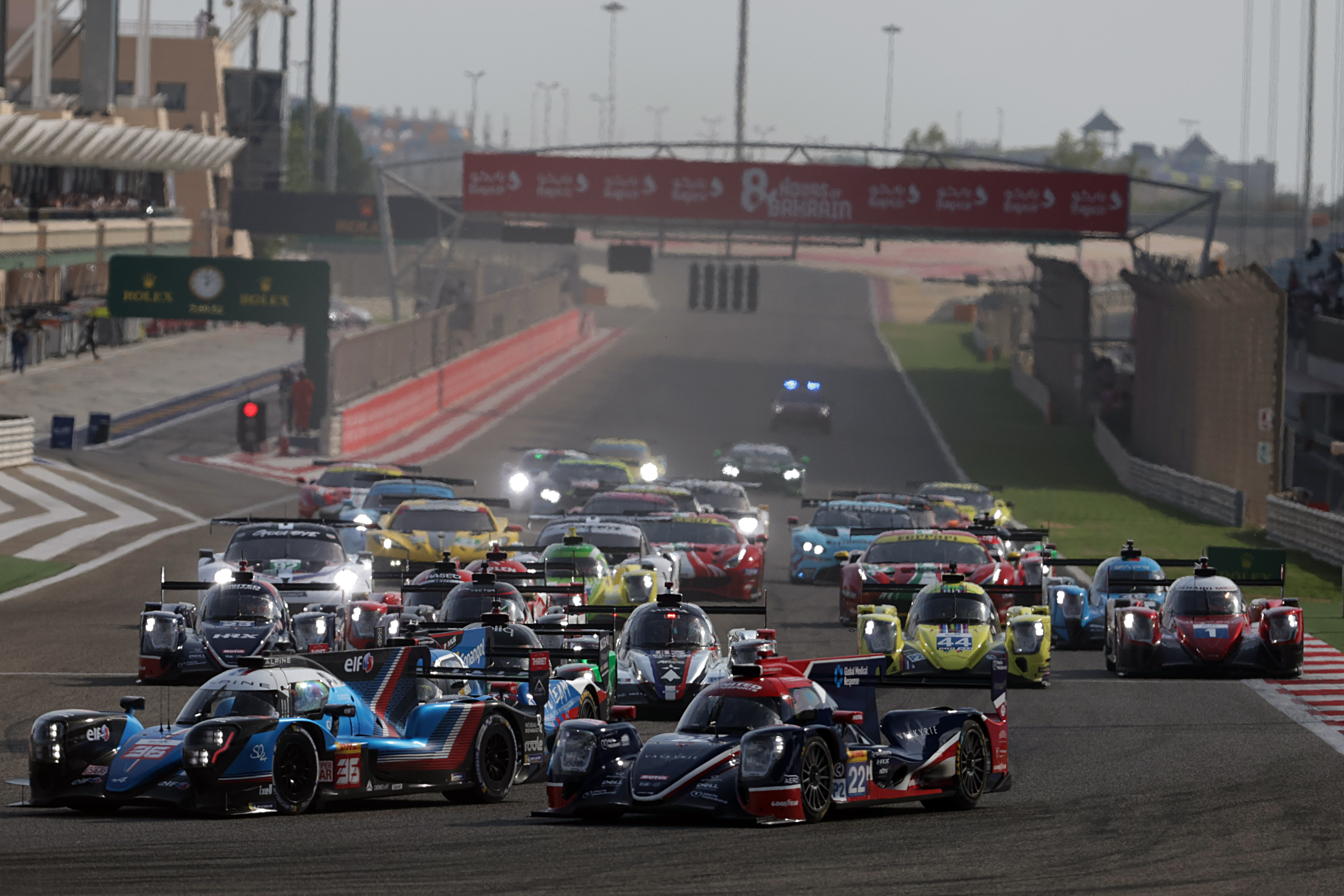
Rennstart, die beiden Toyota GR010 Hybrid und Peugeot 9X8 sind bereits nach rechts abgebogen

Zweiter Weltmeisterschafts-Gesamtsieg in Folge für das Toyota-GR010-Hybrid-Hypercar. Den Fahrertitel gewannen Sébastien Buemi, Brendon Hartley und Ryō Hirakawa im Wagen mit der Nummer 8

LMP2-Titel für den Jota-Oreca 07 von Roberto González, António Félix da Costa und Will Stevens

Das 8-Stunden-Rennen von Bahrain 2022, auch TotalEnergies 8 Hours of Bahrain, fand am 12. November auf dem Bahrain International Circuit statt und war der sechste und letzte Wertungslauf der FIA-Langstrecken-Weltmeisterschaft dieses Jahres.

## Das Rennen
Vor dem abschließenden Rennen der FIA-Langstrecken-Weltmeisterschaft 2022 passten die Techniker und Funktionäre des für das Reglement zuständigen Automobile Club de l’Ouest zum letzten Mal in dieser Saison die Balance of Performance der Le Mans Hypercars an. Vor dem 6-Stunden-Rennen von Fuji hatte der in Monza siegreiche Alpine A480 erheblich an Motorleistung verloren. Vor dem Rennen in Bahrain erhielt der 4,5-Liter-Gibson-V8-Motor vier Kilowatt (5,4 PS) zurück. Da dem Toyota GR010 Hybrid vier Kilowatt angezogen wurden, ergab sich eine verbesserte Leistung von 8 Kilowatt (11 PS). Von den 43 Megajoule, die Alpine vor der Veranstaltung in Fuji eingebüßt hatte, bekam der Wagen dadurch 15 Megajoule zurück. Beim Fahrzeuggewicht ergaben sich Vorteile für Peugeot, deren 9X8 zwölf Kilogramm ausladen durfte. Außerdem konnte Peugeot den Hybridantrieb schon ab der Wagengeschwindigkeit von 150 km/h nutzen. Beim Toyota war das erst ab 190 km/h möglich.
Vor dem Rennstart lagen in der Fahrerwertung die drei Alpine-Fahrer André Negrão, Nicolas Lapierre und Matthieu Vaxivière mit einem Punkt Vorsprung auf das Toyota-Fahrertrio der Nummer 8, Sébastien Buemi, Brendon Hartley und Ryō Hirakawa, in der Fahrer-Weltmeisterschaft in Führung. Um die Weltmeisterschaft für Toyota zu gewinnen, musste der Wagen mit der Nummer 8 vor der Alpine-Mannschaft ins Ziel kommen. Obwohl die Toyota-Teamleitung die Rennstrategie auf dieses Ziel ausrichtete, blieben die beiden Werkswagen im Rennen unerreicht und gingen während der acht Stunden Fahrzeit kein Risiko ein. Dazu Brenton Hartley: „Unser Ziel war von Anfang an [der Titel]. Natürlich wollten wir das Rennen trotzdem gewinnen. Aber wir konnten es uns nicht leisten, das Risiko einzugehen, alles für einen Rennsieg auf den Tisch zu legen. Das [Risiko] mussten wir auf jeden Fall managen“, und Toyota Technik-Direktor Pascal Vasselon: „Risiko-Management ist immer wichtig, wenn man sichergehen muss, dass man Weltmeister wird. Besonders der Fahrertitel war extrem wichtig, denn wir mussten einfach vor [Alpine] ins Ziel kommen. Es ging nicht nur darum, das Rennen zu beenden, also gab es definitiv eine gewisse Anspannung. Auto #7 und #8 waren nicht auf der Suche nach den gleichen Dingen. Auto #8 musste alle Risiken minimieren, um vor Alpine ins Ziel zu kommen, also hatte es keinen Sinn. Das Schlimmste, was wir hätten tun können, war, dass unsere beiden Autos kämpften und Auto #8 einen Fehler im Verkehr machte. Das wollten wir vermeiden.“ Nach drei Stunden Fahrzeit tauschte die Teamleitung die Position zwischen den Wagen mit der Nummer 8 und 7, wodurch Mike Conway, Kamui Kobayashi und José María López vor den Teamkollegen gewannen. Für Sébastien Buemi, mit 23 Einzelsiegen erfolgreichster Pilot der WEC-Geschichte, war es nach 2014 und 2018/2019 der dritte Weltmeistertitel. Brendon Hartley gewann nach dem Erfolg von 2017 mit Porsche den zweiten Weltmeistertitel. Für Ryō Hirakawa, der seine erste komplette Rennsaison für Toyota bestritt, war es der erste Gesamtsieg. Das Alpine-Trio kam mit zwei Runden Rückstand als Dritter ins Ziel und beendete die Weltmeisterschaft als Gesamtzweiter. Für Peugeot verlief auch der dritte Einsatz mit dem 9X8 enttäuschend. Paul di Resta konnte mit der Nummer 93 bis zum ersten Boxenstopp das Tempo des führenden Toyota von Buemi mitfahren, dann stellten sich Probleme mit dem Getriebe ein, die im weiteren Rennverlauf zum einzigen Ausfall führten. Der Wagen mit der Nummer 94 hatte elektronische Probleme und kam mit sechs Runden Rückstand als Gesamtvierter ins Ziel.
In der LMP2-Klasse reichte dem Oreca 07 von Roberto González, António Félix da Costa Will Stevens der dritte Klassenrang zum Gewinn des LMP2-Titels, für dessen Erreichen ein sechster Klassenrang gereicht hätte. Im Unterschied zur Konkurrenz ließ die Jota-Teamleitung Roberto González, den Amateurfahrer im Team, die notwendigen zwei Stunden Mindestfahrzeit zu Beginn des Rennens erledigen, sodass die Profipiloten da Costa und Stevens sich die restlichen sechs Stunden bis zum Rennende aufteilen konnten.
Dramatisch verlief das Rennen der GTE-Pro-Klasse, die zum letzten Mal in der WEC-Geschichte ausgefahren wurde. Zwei Runden vor Rennschluss lag der Ferrari 488 GTE Evo von Alessandro Pier Guidi und James Calado in der Rennklasse in Führung und auf Titelkurs, als am Ferrari Probleme mit dem Getriebe auftraten. Nachdem der vierte Gang gebrochen war, musste Pier Guidi die letzte Rennstunde ausschließlich im fünften Gang zurücklegen. Der fünfte Klassenrang reichte zum Meisterschaftssieg, da Michael Christensen und Kévin Estre im Porsche 911 RSR-19 nur den dritten Klassensieg einfuhren und Gesamtklassensieg um einen Punkt verpassten. Den Titel in der GTE-Am-Klasse gewannen Ben Keating, Henrique Chaves und Marco Sørensen im Aston Martin Vantage AMR.

## Ergebnisse

### Schlussklassement
| Pos.        | Klasse    | Nr. | Team                      | Fahrer                                                 | Fahrzeug                 | Runden |
| ----------- | --------- | --- | ------------------------- | ------------------------------------------------------ | ------------------------ | ------ |
| 1           | LMH       | 7   | Toyota Gazoo Racing       | Mike Conway Kamui Kobayashi José María López           | Toyota GR010 Hybrid      | 245    |
| 2           | LMH       | 8   | Toyota Gazoo Racing       | Sébastien Buemi Brendon Hartley Ryō Hirakawa           | Toyota GR010 Hybrid      | 245    |
| 3           | LMH       | 36  | Alpine Elf Matmut         | André Negrão Nicolas Lapierre Matthieu Vaxivière       | Alpine A480              | 243    |
| 4           | LMH       | 94  | Peugeot TotalEnergies     | Loïc Duval Gustavo Menezes Nico Müller                 | Peugeot 9X8              | 239    |
| 5           | LMP2      | 31  | Team WRT                  | Sean Gelael Robin Frijns René Rast                     | Oreca 07                 | 237    |
| 6           | LMP2      | 23  | United Autosports USA     | Alex Lynn Oliver Jarvis Josh Pierson                   | Oreca 07                 | 237    |
| 7           | LMP2      | 38  | Jota                      | Roberto González António Félix da Costa Will Stevens   | Oreca 07                 | 236    |
| 8           | LMP2      | 9   | Prema Orlen Team          | Robert Kubica Louis Delétraz Lorenzo Colombo           | Oreca 07                 | 236    |
| 9           | LMP2      | 41  | RealTeam by WRT           | Rui Andrade Ferdinand Habsburg Norman Nato             | Oreca 07                 | 236    |
| 10          | LMP2      | 22  | United Autosports USA     | Philip Hanson Filipe Albuquerque Will Owen             | Oreca 07                 | 236    |
| 11          | LMP2      | 28  | Jota                      | Oliver Rasmussen Ed Jones Jonathan Aberdein            | Oreca 07                 | 236    |
| 12          | LMP2      | 1   | Richard Mille Racing Team | Lilou Wadoux Paul-Loup Chatin Charles Milesi           | Oreca 07                 | 235    |
| 13          | LMP2      | 10  | Vektor Sport              | Renger van der Zande Ryan Cullen Sébastien Bourdais    | Oreca 07                 | 235    |
| 14          | LMP2      | 83  | AF Corse                  | François Perrodo Nicklas Nielsen Alessio Rovera        | Oreca 07                 | 235    |
| 15          | LMP2      | 35  | Ultimate                  | Jean-Baptiste Lahaye Matthieu Lahaye François Hériau   | Oreca 07                 | 235    |
| 16          | LMP2      | 45  | Algarve Pro Racing        | Steven Thomas James Allen René Binder                  | Oreca 07                 | 235    |
| 17          | LMGTE-Pro | 52  | AF Corse                  | Miguel Molina Antonio Fuoco                            | Ferrari 488 GTE Evo      | 231    |
| 18          | LMGTE-Pro | 64  | Corvette Racing           | Tommy Milner Nick Tandy                                | Chevrolet Corvette C8.R  | 230    |
| 19          | LMGTE-Pro | 92  | Porsche GT Team           | Michael Christensen Kévin Estre                        | Porsche 911 RSR-19       | 230    |
| 20          | LMGTE-Pro | 91  | Porsche GT Team           | Gianmaria Bruni Richard Lietz                          | Porsche 911 RSR-19       | 230    |
| 21          | LMGTE-Pro | 51  | AF Corse                  | Alessandro Pier Guidi James Calado                     | Ferrari 488 GTE Evo      | 227    |
| 22          | LMP2      | 44  | ARC Bratislava            | Miroslav Konôpka Mathias Beche Richard Bradley         | Oreca 07                 | 227    |
| 23          | LMGTE-Am  | 46  | Team Project 1            | Matteo Cairoli Mikkel Pedersen Nicolas Leutwiler       | Porsche 911 RSR-19       | 226    |
| 24          | LMGTE-Am  | 56  | Team Project 1            | P. J. Hyett Gunnar Jeannette Ben Barnicoat             | Porsche 911 RSR-19       | 226    |
| 25          | LMGTE-Am  | 85  | Iron Dames                | Rahel Frey Michelle Gatting Sarah Bovy                 | Ferrari 488 GTE Evo      | 226    |
| 26          | LMGTE-Am  | 33  | TF Sport                  | Ben Keating Henrique Chaves Marco Sørensen             | Aston Martin Vantage AMR | 226    |
| 27          | LMGTE-Am  | 98  | Northwest AMR             | Paul Dalla Lana David Pittard Nicki Thiim              | Aston Martin Vantage AMR | 226    |
| 28          | LMGTE-Am  | 86  | GR Racing                 | Mike Wainwright Riccardo Pera Ben Barker               | Porsche 911 RSR-19       | 226    |
| 29          | LMGTE-Am  | 54  | AF Corse                  | Thomas Flohr Francesco Castellacci Nick Cassidy        | Ferrari 488 GTE Evo      | 226    |
| 30          | LMGTE-Am  | 77  | Dempsey-Proton Racing     | Christian Ried Sebastian Priaulx Harry Tincknell       | Porsche 911 RSR-19       | 226    |
| 31          | LMGTE-Am  | 60  | Iron Lynx                 | Claudio Schiavoni Matteo Cressoni Giancarlo Fisichella | Ferrari 488 GTE Evo      | 225    |
| 32          | LMGTE-Am  | 777 | D'station Racing          | Satoshi Hoshino Tomonobu Fujii Charlie Fagg            | Aston Martin Vantage AMR | 225    |
| 33          | LMGTE-Am  | 21  | AF Corse                  | Simon Mann Christoph Ulrich Toni Vilander              | Ferrari 488 GTE Evo      | 225    |
| 34          | LMGTE-Am  | 88  | Dempsey-Proton Racing     | Fred Poordad Patrick Lindsey Jan Heylen                | Porsche 911 RSR-19       | 224    |
| 35          | LMGTE-Am  | 71  | Spirit of Race            | Franck Dezoteux Pierre Ragues Gabriel Aubry            | Ferrari 488 GTE Evo      | 224    |
| Ausgefallen |           |     |                           |                                                        |                          |        |
| 36          | LMP2      | 34  | Inter Europol Competition | Jakub Śmiechowski Alex Brundle Esteban Gutiérrez       | Oreca 07                 | 231    |
| 37          | LMH       | 93  | Peugeot TotalEnergies     | Paul di Resta Mikkel Jensen Jean-Éric Vergne           | Peugeot 9X8              | 171    |

### Nur in der Meldeliste
Zu diesem Rennen sind keine weiteren Meldungen bekannt.

### Klassensieger
| Klasse    | Fahrer         | Fahrer          | Fahrer            | Fahrzeug            | Platzierung im Gesamtklassement |
| --------- | -------------- | --------------- | ----------------- | ------------------- | ------------------------------- |
| LMH       | Mike Conway    | Kamui Kobayashi | José María López  | Toyota GR010 Hybrid | Gesamtsieg                      |
| LMP2      | Sean Gelael    | Robin Frijns    | René Rast         | Oreca 07            | Rang 5                          |
| LMGTE-Pro | Miguel Molina  | Antonio Fuoco   |                   | Ferrari 488 GTE     | Rang 17                         |
| LMGTE-AM  | Matteo Cairoli | Mikkel Pedersen | Nicolas Leutwiler | Porsche 911 RSR-19  | Rang 23                         |

### Renndaten
- Gemeldet: 37
- Gestartet: 37
- Gewertet: 35
- Rennklassen: 4
- Zuschauer: unbekannt
- Wetter am Rennwochenende: warm und trocken
- Streckenlänge: 5,412 km
- Fahrzeit des Siegerteams: 8:00:40,920 Stunden
- Runden des Siegerteams: 245
- Distanz des Siegerteams: 1325,6940 km
- Siegerschnitt: unbekannt
- Pole Position: Brendon Hartley – Toyota GR010 Hybrid (#8) – 1:46,800 = 182,426 km/h
- Schnellste Rennrunde: Paul di Resta – Peugeot 9X8 (#93) – 1:49,709 = 177,589 km/h
- Rennserie: 6. Lauf zur FIA-Langstrecken-Weltmeisterschaft 2022